# Jeggings
I Jeggings sono dei leggings cuciti in denim che sono realizzati per assomigliare a dei jeans aderenti.

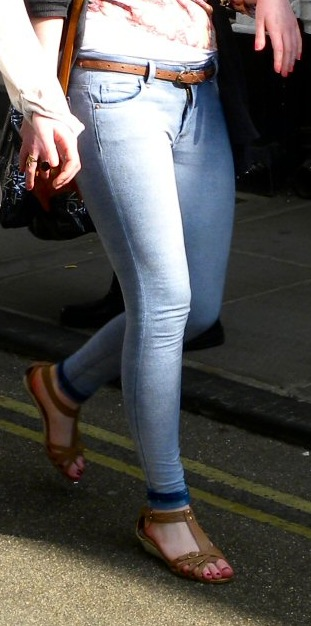
Esempio di jeggins

## Descrizione
I Jeggings si sono diffusi insieme con il ritorno di moda dei skinny jeans (ovvero i jeans aderenti) dalla metà e la fine degli anni 2000 in poi, quando parallelamente si è diffusa nuovamente la moda dei pantaloni aderenti. Sono tipicamente fatti di una miscela tra cotone e spandex e sono spesso indossati da soli anziché sotto una gonna o un vestito. Alcuni jeggings sono dotati di fibie per inserivi una cintura, mentre altri hanno un elastico sulla vita e sono sprovvisti di tasche.
Per quanto riguarda il materiale, i Jeggings possono presentarsi in due categorie e varianti principali: quelli costituiti dallo stesso materiale dei leggings, fatti però con una tinta specifica per fargli assomigliare ai denim, con tasche finte, e quelli che sono un vero incrocio tra i denim e i leggings; quest'ultimi "Jeggings denim" sono essenzialmente costituiti da un tessuto denim elasticizzato alle gambe, con una maggiore percentuale di spandex contenuto nelle fibre e sono più simili ai jeans rispetto ai primi.
I Jeggings sono entrati nell'utilizzo nel mondo del fitness all'inizio del 2009, e sono stati tra i capi d'abbigliamento più popolari del 2010.
Nel 2011 il termine "Jeggings" è stato inserito nella dodicesima edizione del Concise Oxford English Dictionary, insieme alle parole "woot", "retweet" e "sexting".